# ريتشل زوي
ريتشل زوي (بالإنجليزية: Rachel Zoe)‏ هي مصممة أزياء أمريكية، ولدت في 1 سبتمبر 1971 في نيويورك في الولايات المتحدة.

## وصلات خارجية
- الموقع الرسمي
- ريتشل زوي على موقع IMDb (الإنجليزية)
- ريتشل زوي على موقع قاعدة بيانات الفيلم (الإنجليزية)